# Коні не винні (фільм)
«Коні не винні» — радянський короткометражний фільм 1956 року режисера Станіслава Комара, за однойменною новелою М. М. Коцюбинського.

## Сюжет
Події відбуваються напередодні революції 1905 року у невеликому малоросійському селі, де у своєму маєтку живе поміщик, який славиться ліберальними поглядами. Однак, коли справа доходить до роздачі землі селянам, його лібералізм швидко пропадає. Справа йде до бунту селян. Щоб не псувати свою репутацію «ліберала» поміщик викликає жандармів для охорони маєтку виправдовуючи перед оточуючими свої дії тим, що ні-ні, він за демократію тощо, але ж треба подбати про тварин, адже коні під час бунту залишаться без вівса, голодні, а вони ж не винні!

## В ролях
- Іван Любич — Аркадій Олександрович Малина, поміщик
- Наталія Ващенко — Софія Петрівна
- Віктор М'ягкий — Антоша
- Валентина Сухарева — Ліда
- Леонід Маренніков — Дольський
- Іван Полєтаєв — Савка, лакей
- Петр Міхневич — Ферапонт
- З. Зюбр — Бондаришин
- Степан Шкурат — Марко Сивий
- М. Крижанівський — Іван Бідовий
- Іван Биков — Панас Рудий
- Григорій Пелашенко — Степан Головатюк
- Іван Твердохліб — управитель
- Станіслава Шиманська — Марина

## Про фільм
Місце зйомок — маєток Самчики.
Як екранізація оповідання М. Коцюбинського фільм дуже детальний, буквально слідуючи за літературною першоосновою:

Автор сценарію Д. Копиця розклав дію оповідання, де вона концентрується в кількох площинах, на низку послідовних сцен, що детально відтворюють усі події, навіть ті, що в оповіданні проходять як спогади, натяки, враження, смислові скорочення тощо.
— журнал «Дніпро», 1964 год
Знімав фільм режисер Станіслав Комар, ще 1927 року випускник режисерського факультету Одеського кінотехнікуму, але до війни не встиг проявити себе в художньому кіно, а після працював журналістом, лише 1949 року став ставити науково-популярні фільми Одеської кіностудії та короткометражний фільм «Коні не винні» залишився його першою та єдиною спробою увійти до художнього кіно, але, як писав журнал «Дніпро», фільм пройшов повз увагу глядачів та критиків.

## Знімальна група
- Режисер — Станіслав Комар
- Сценаристи — Давид Копиця за новелою Михайла Коцюбинського
- Оператор — Михайло Козубенко
- Композитор — Тамара Сидоренко